# Kaarlo Tuominen
Kaarlo Jalmari „Kalle” Tuominen  (ur. 9 lutego 1908 w Somerniemi, zm. 20 października 2006 w Lieto) – fiński lekkoatleta (długodystansowiec), wicemistrz olimpijski z 1936.
Zdobył srebrny medal w biegu na 3000 metrów z przeszkodami na igrzyskach olimpijskich w 1936 w Berlinie za swym rodakiem Volmarim Iso-Hollo, a przed Alfredem Dompertem z Niemiec.
Zajął 4. miejsce w tej konkurencji na  mistrzostwach Europy w 1938 w Paryżu.
Był mistrzem Finlandii na 3000 metrów z przeszkodami w 1937.
Rekordy życiowe Tuominena:
| Konkurencja                        | Data i miejsce             | Wynik   |
| ---------------------------------- | -------------------------- | ------- |
| bieg na 800 metrów                 | 30 lipca 1931, Turku       | 1:56,6  |
| bieg na 1000 metrów                | 3 sierpnia 1934, Kopenhaga | 2:31,2  |
| bieg na 1500 metrów                | 9 sierpnia 1938, Turku     | 3:56,6  |
| bieg na 3000 metrów                | 9 czerwca 1936, Turku      | 8:28,2  |
| bieg na 5000 metrów                | 21 lipca 1940, Helsinki    | 15:00,8 |
| bieg na 3000 metrów z przeszkodami | 8 sierpnia 1936, Berlin    | 9:06,8  |